# Кутолсхајм
Кутолсхајм (фр. Kuttolsheim) насеље је и општина у Француској у региону Алзас, у департману Доња Рајна.
По подацима из 2011. године у општини је живело 656 становника, а густина насељености је износила 142,92 становника/km².

## Демографија
| 1962. | 1968. | 1975. | 1982. | 1990. | 2011. |
| ----- | ----- | ----- | ----- | ----- | ----- |
| 390   | 413   | 452   | 479   | 599   | 656   |